# Єлизаветинське водосховище
Єлизаветинське водосховище — наливне водосховище на річці Вільхівка. Розташоване в південній частині села Єлизаветівка, Антрацитівського району Луганської області.
Створене в 1933 році, в 1966 році проведена реконструкція водосховища. Наразі, водосховище забезпечує водою тільки підприємства і населення міста Петрово-Красносілля, обсяг води, що постачається становить 10 тис. м³ на добу.
Основне джерело живлення — річка Вільхівка. Довжина водосховища з півночі на південь — 3,1 км. У верхній частині ширина — 450 м, посередині — 420 метрів і в нижній частині — 230 м. Земляна дамба довжиною 300 метрів і шириною — 3 м.